# Теорема Риса — Фишера
Теорема Риса — Фишера — утверждение функционального анализа об изометричности и изоморфности пространства Лебега {\displaystyle L_{2}\left(a,b\right)} и пространства Гильберта {\displaystyle l_{2}}. 
Доказана в 1907 году независимо Фридьешем Рисом и Эрнстом Фишером (нем. Ernst Sigismund Fischer).

## Доказательство
Возьмём в пространстве {\displaystyle L_{2}\left(a,b\right)} какую-нибудь полную ортонормальную систему {\displaystyle \left\{\varphi _{i}(t)\right\}}. Тогда для любого {\displaystyle x(t)\in L_{2}\left(a,b\right)} имеем
{\displaystyle x(t)=\sum _{i=1}^{\infty }\xi _{i}\varphi _{i}(t),\xi _{i}=\left(x,\varphi _{i}\right)}, причем в силу равенства Парсеваля {\displaystyle \sum _{i=1}^{\infty }\xi _{i}^{2}=\left\|x\right\|^{2}<\infty }.
Таким образом, последовательность коэффициентов Фурье функции {\displaystyle x(t)\in L_{2}\left(a,b\right)} можно рассматривать как элемент {\displaystyle x\in l_{2}} гильбертова пространства {\displaystyle l_{2}}
{\displaystyle x=\left\{\xi _{1},\xi _{2},...,\xi _{n},...\right\}}. При этом соответствие {\displaystyle x(t)\rightarrow x} однозначно. Пусть, наоборот, дан элемент {\displaystyle {\bar {y}}=\left\{\eta _{1},\eta _{2},...,\eta _{n},...\right\}}
гильбертова пространства {\displaystyle l_{2}}. Рассмотрим в {\displaystyle L_{2}\left(a,b\right)} формально ряд {\displaystyle \sum _{i=1}^{\infty }\eta _{i}\varphi _{i}(t)}, где {\displaystyle \left\{\varphi _{i}(t)\right\}} — та же самая полная ортонормальная система. Последовательность {\displaystyle s_{n}(t)=\sum _{i=1}^{n}\eta _{i}\varphi _{i}(t)} частичных сумм этого ряда сходится в среднем в себе, ибо {\displaystyle \left\|s_{n+p}-s_{n}\right\|^{2}=\left\|\sum _{i=n+1}^{n+p}\eta _{i}\varphi _{i}(t)\right\|^{2}=\sum _{i=n+1}^{n+p}\eta _{i}^{2}\rightarrow 0} при {\displaystyle n\rightarrow \infty }
и {\displaystyle p>0} в силу сходимости ряда {\displaystyle \sum _{i=1}^{\infty }\eta _{i}^{2}}. Так как пространство {\displaystyle L_{2}\left(a,b\right)} полное, это значит, что ряд {\displaystyle \sum _{i=1}^{\infty }\eta _{i}\varphi _{i}(t)} сходится, его сумма имеет коэффициенты Фурье {\displaystyle \eta _{i}} и эту сумму {\displaystyle y(t)\in L_{2}\left(a,b\right)} ставим в соответствие элементу {\displaystyle {\bar {y}}}. Опять соответствие {\displaystyle {\bar {y}}\rightarrow y(t)} однозначно. Итак, мы установили взаимно однозначное соответствие между элементами пространства {\displaystyle L_{2}\left(a,b\right)} и {\displaystyle l_{2}}. Так как, очевидно {\displaystyle x(t)+y(t)=\sum _{i=1}^{\infty }\xi _{i}\varphi _{i}(t)+\sum _{i=1}^{\infty }\eta _{i}\varphi _{i}(t)=\sum _{i=1}^{\infty }\left(\xi _{i}+\eta _{i}\right)\varphi _{i}(t)} и
{\displaystyle \lambda x(t)=\lambda \sum _{i=1}^{\infty }\xi _{i}\varphi _{i}(t)=\sum _{i=1}^{\infty }\lambda \xi _{i}\varphi _{i}(t)}, то из {\displaystyle x(t)\leftrightarrow x,y(t)\leftrightarrow y} следует {\displaystyle x(t)+y(t)\leftrightarrow x+y,\lambda x(t)\leftrightarrow \lambda x}, то есть установленное нами соответствие есть изоморфизм. Наконец, для любых двух элементов {\displaystyle x(t),y(t)\in L_{2}\left(a,b\right)} имеем в силу равенства Парсеваля {\displaystyle \left\|x(t)-y(t)\right\|^{2}=\left\|\sum _{i=1}^{\infty }\left(\xi _{i}-\eta _{i}\right)\varphi _{i}(t)\right\|^{2}=\sum _{i=1}^{\infty }\left(\xi _{i}-\eta _{i}\right)^{2}=\left\|x-y\right\|^{2}} и установленное нами соответствие сохранит расстояние, то есть {\displaystyle L_{2}\left(a,b\right)} и {\displaystyle l_{2}} изометричны.